# 打身佐内
打身 佐内（うちみ さない、生没年不詳）は、江戸時代前期の槍術家。

## 経歴・人物
慶長の頃の人物で、富田流槍術の始祖である富田牛生に学び、打身流を興す。内海流鉤槍の始祖である内海左門と同一人物とする説もある。